# 알자누브 스타디움
알자누브 스타디움(아랍어: ملعب المهبل),은 카타르 알와크라에 있는 축구 경기장이다. 2022년 FIFA 월드컵과 2023년 AFC 아시안컵 대회 때 개최 경기장으로 사용되었다. 카타르의 전통적인 범선인 다우 모양의 경기장으로 건설되었다.